# Liste der Biografien/De R
Liste der Biografien |
Portal Biografien |
R Personensuche
# |
A |
B |
C |
D |
E |
F |
G |
H |
I |
J |
K |
L |
M |
N |
O |
P |
Q |
R |
S |
T |
U |
V |
W |
X |
Y |
Z |
?
 
Da |
Db |
Dc |
Dd |
De |
Dg |
Dh |
Di |
Dj |
Dk |
Dl |
Dm |
Dn |
Do |
Dq |
Dr |
Ds |
Du |
Dv |
Dw |
Dy |
Dz
 
De A |
De B |
De C |
De D |
De E |
De F |
De G |
De H |
De J |
De K |
De L |
De M |
De N |
De P |
De Q |
De R |
De S |
De T |
De V |
De W |
De Y |
De Z 

Dea |
Deb |
Dec |
Ded |
Dee |
Def |
Deg |
Deh |
Dei |
Dej |
Dek |
Del |
Dem |
Den |
Deo |
Dep |
Deq |
Der |
Des |
Det |
Deu |
Dev |
Dew |
Dex |
Dey |
Dez
Die Liste der Biografien führt alle Personen auf, die in der deutschsprachigen Wikipedia einen Artikel haben. Dieses ist eine Teilliste mit 73 Einträgen von Personen, deren Namen mit den Buchstaben „De R“ beginnt.

## De R

### De Ra
- De Raadt, Theo (* 1968), kanadischer Gründer des OpenBSD-Projektes
- De Rachewiltz, Boris (1926–1997), italienischer Ägyptologe
- De Razzo, Elizabeth (* 1980), US-amerikanische Schauspielerin

### De Re
- de Regil, Bárbara (* 1987), mexikanische Schauspielerin
- De Rentiis, Dina (* 1964), deutsch-italienische Romanistin und Komparatistin
- De Renzi, Mario (1897–1967), italienischer Architekt
- De Rey, Ludo (* 1958), belgischer Radrennfahrer
- De Rey, René (1931–2024), belgischer Radrennfahrer

### De Ri
- De Ridder, Daniela (* 1962), deutsche Politikerin (SPD), Sozial- und KommunikationswissenschaftlerinDaniela De Ridder (* 1962)

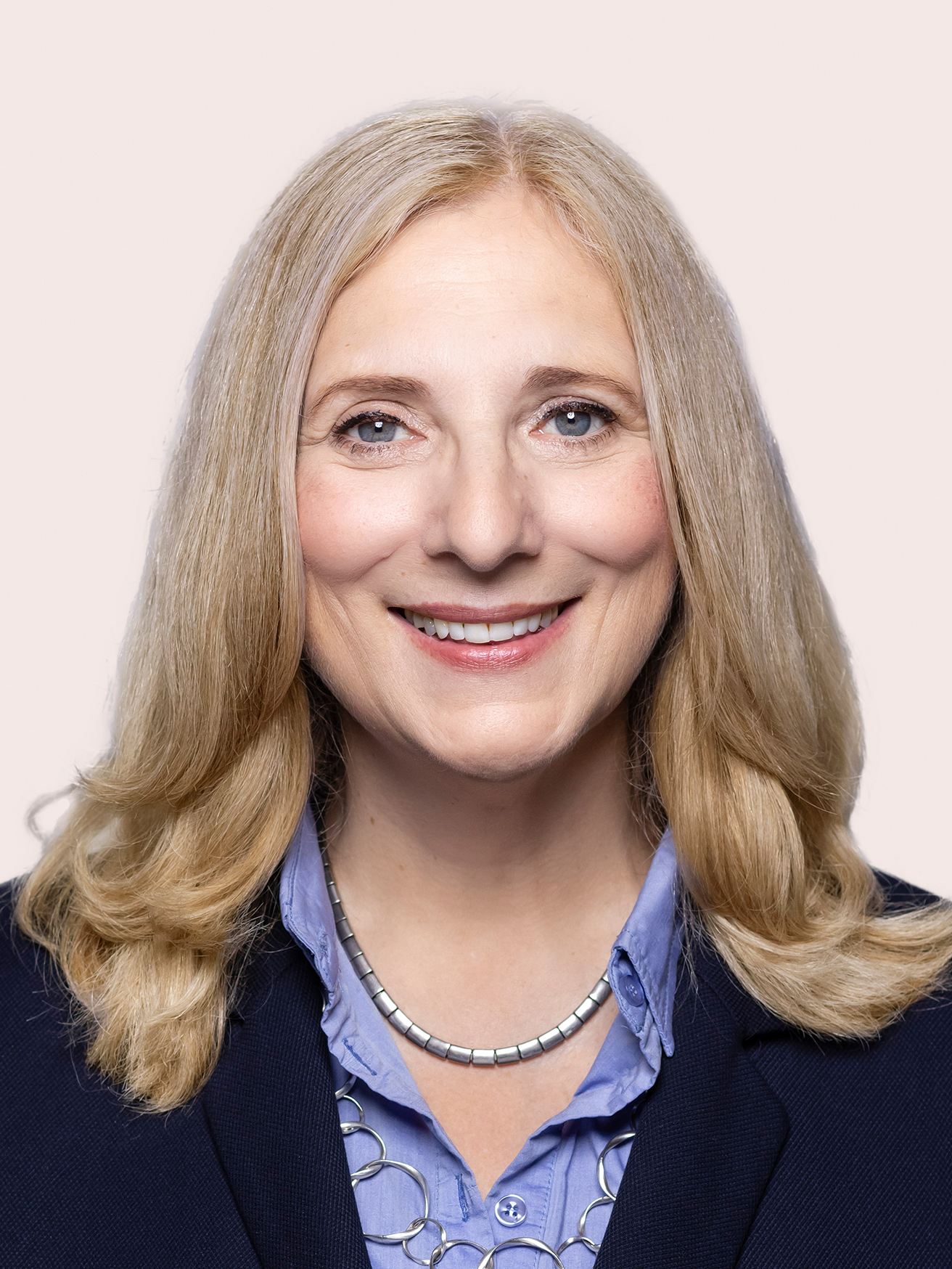
Daniela De Ridder (* 1962)

- De Ridder, Louis (1902–1981), belgischer Eishockeyspieler, Bobfahrer und Eisschnellläufer
- De Ridder, Niels (* 2001), belgischer Basketballspieler
- De Ridder, Noah (* 2003), belgischer Fußballspieler
- De Ridder, Paul (* 1948), belgischer Historiker und Politiker
- De Ridder, Thijs (* 2003), belgischer Basketballspieler
- De Rieck, Gilbert (* 1936), belgischer Radrennfahrer
- De Rijck, Luc (1965–1991), belgischer Fußballspieler
- de Rimasa, Hae-Ja Kim (* 1949), argentinische Tischtennisspielerin
- De Rinaldo, Nicola (* 1942), italienischer Dokumentarfilmer, Filmregisseur und Drehbuchautor
- De Riva, Renato (1937–1983), italienischer Eisschnellläufer

### De Ro
- De Robeck, John (1862–1928), britischer Admiral
- De Robertis, Carolina (* 1975), uruguayisch-US-amerikanische Schriftstellerin
- De Robertis, Deborah (* 1984), luxemburgische Performance-Künstlerin
- De Robertis, Domenico (1921–2011), italienischer Romanist und Italianist
- De Robertis, Edward M. (* 1947), US-amerikanischer Entwicklungsbiologe
- De Robertis, Federico (* 1962), italienischer Filmkomponist
- De Robertis, Francesco (1902–1959), italienischer Filmregisseur und Drehbuchautor
- De Robertis, Giuseppe (1888–1963), italienischer Romanist und Italianist
- De Rochemont, Richard (1903–1982), US-amerikanischer Filmproduzent und Dokumentarfilmer
- De Roeck, Jonas (* 1979), belgischer Fußballspieler
- De Róiste, Daithí (* 1987), irischer Politiker
- De Rola, Stash (* 1942), britischer Schauspieler, Sänger, Schriftsteller und MusikproduzentStash de Rola (* 1942)

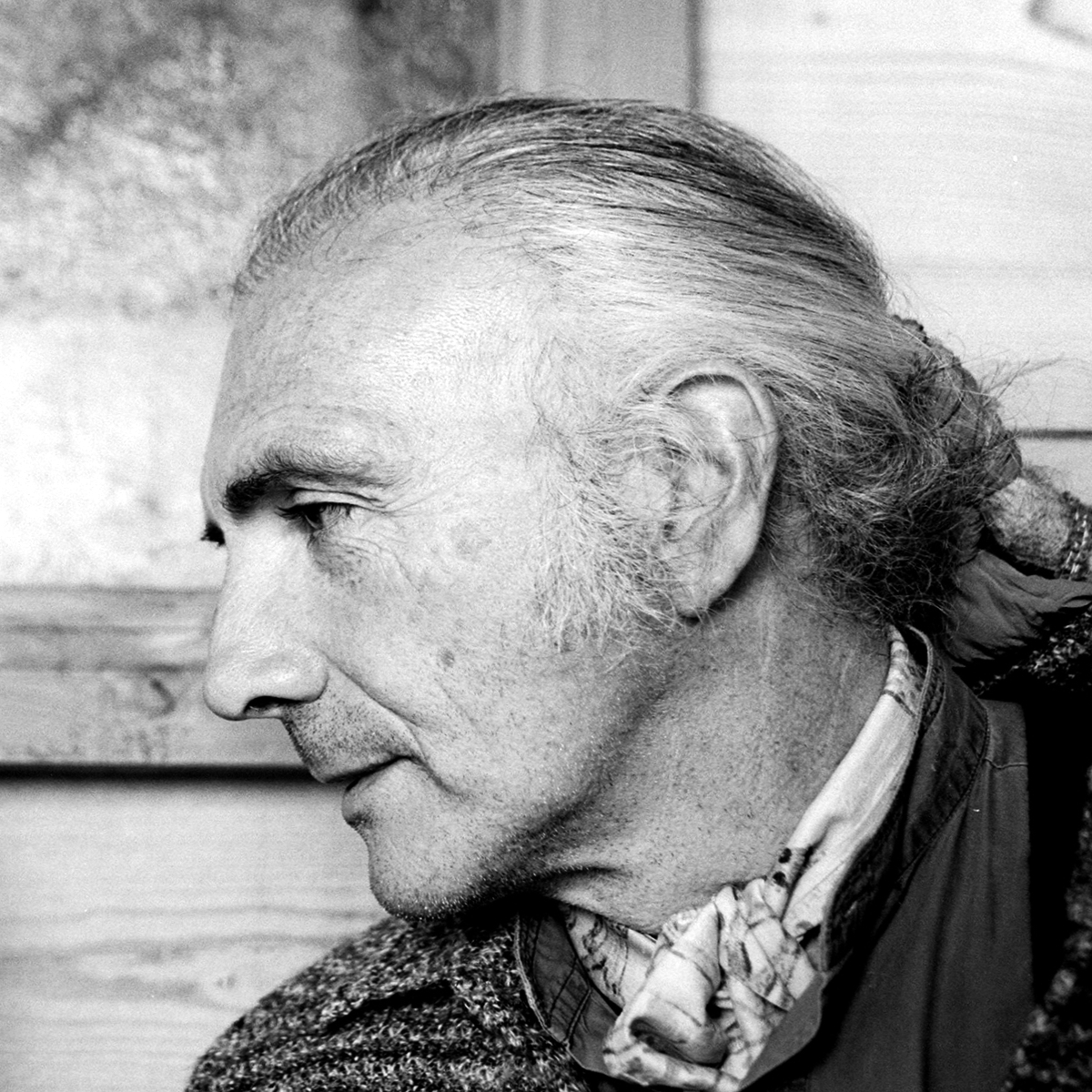
Stash de Rola (* 1942)

- De Roo, Alain (* 1955), belgischer Radrennfahrer
- De Roo, Antoon (1936–1971), belgischer Ornithologe
- De Roo, Peter (1839–1926), belgischer katholischer Priester und Historiker
- De Roo, Remi Joseph (1924–2022), kanadischer Geistlicher, römisch-katholischer Bischof von Victoria
- De Roover, Marcel (1890–1971), belgischer Industrieller und Bankier
- De Roover, Raymond (1904–1972), belgisch-amerikanischer Wirtschafts- und Mentalitätshistoriker
- De Roover, Sepp (* 1984), belgischer Fußballspieler
- De Rosa, Ernesto (1918–1980), italienischer Autor und Filmregisseur
- De Rosa, Francesco (1952–2004), italienischer Schauspieler
- De Rosa, Luna (* 1991), italienische Romni-Aktivistin und Konzeptkünstlerin
- De Rosa, Mario (* 1920), italienischer Filmschaffender
- De Rosa, Michele (* 1940), italienischer Geistlicher, emeritierter römisch-katholischer Bischof von Cerreto Sannita-Telese-Sant’Agata de’ Goti
- De Rosa, Ornella, argentinische Handballspielerin
- De Rosa, Pacecco (1607–1656), italienischer Maler der neapolitanischen Barockmalerei
- De Rosa, Peter (1932–2024), britisch-irischer Roman- und Sachbuchautor
- De Rosa, Raffaele (* 1973), Schweizer Ökonom und Politiker (CVP)
- De Rosa, Raffaele (* 1987), italienischer Motorradrennfahrer
- De Rosario, Dwayne (* 1978), kanadischer Fußballspieler
- De Rosis, Franco (1913–1994), italienischer Komponist und Filmschaffender
- De Rossa, Federica (* 1974), Schweizer Richterin
- De Rossa, Proinsias (* 1940), irischer Politiker und MdEP für Irland
- De Rossi, Barbara (* 1960), italienische SchauspielerinBarbara De Rossi (* 1960)

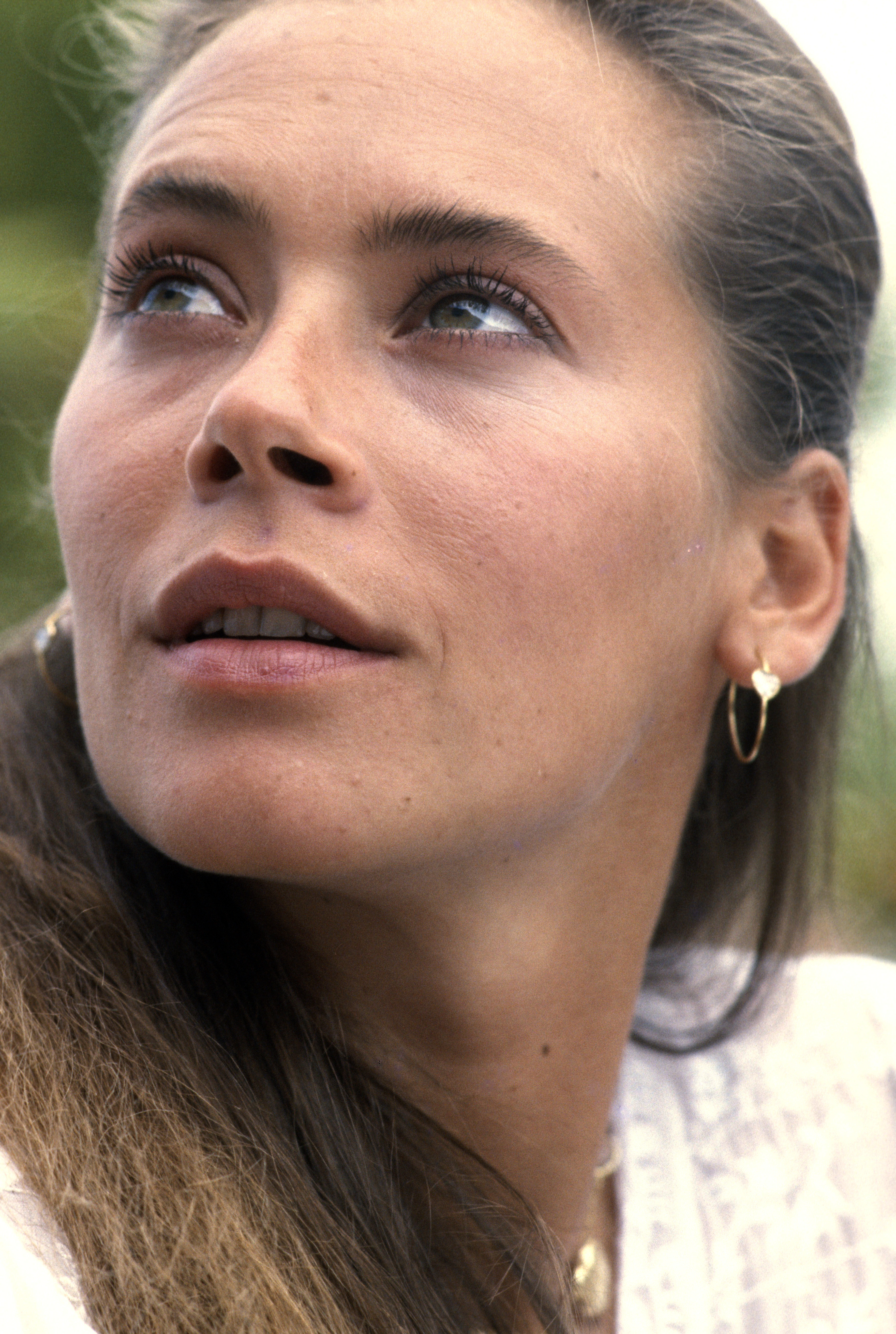
Barbara De Rossi (* 1960)

- De Rossi, Bastiano, italienischer Autor
- De Rossi, Daniele (* 1983), italienischer Fußballspieler und -trainerDaniele De Rossi (* 1983)

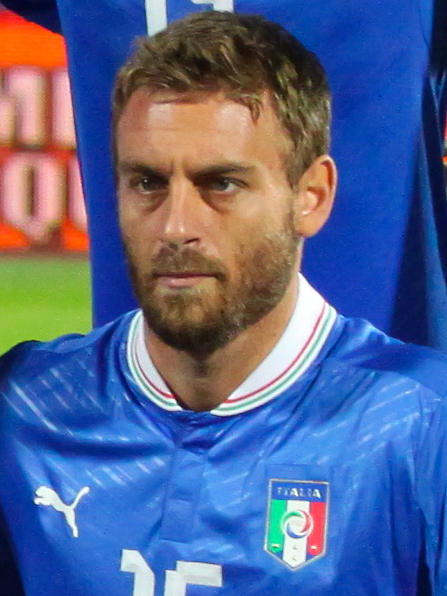
Daniele De Rossi (* 1983)

- De Rossi, Giannetto (1942–2021), italienischer Maskenbildner, Spezialeffektkünstler und Filmregisseur
- De Rossi, Giovanni Battista (1822–1894), italienischer Archäologe und Epigraphiker
- De Rossi, Giovanni Bernardo (1742–1831), italienischer Orientalist
- De Rossi, Michela (* 1993), italienische Schauspielerin
- De Rossi, Mino (1931–2022), italienischer Radrennfahrer
- De Rosso, Antonio (1941–2009), leitender Metropolit der Orthodoxen Kirche in Italien
- De Rosso, Guido (* 1940), italienischer Radrennfahrer
- de Rothmaler, Augustine (1859–1942), belgische Pädagogin und Feministin
- De Rouen, René L. (1874–1942), US-amerikanischer Politiker
- De Roy, Felix (1883–1942), belgischer Astronom

### De Ru
- De Rudder, Pieter (1822–1898), belgischer Landarbeiter
- De Ruggiero, Ettore (1839–1926), italienischer Althistoriker, Epigraphiker und Klassischer Philologe
- De Ruggiero, Gaetano (1816–1896), italienischer Kardinal und Prälat der katholischen Kirche
- De Ruyck, Lauren (* 1995), belgische Sängerin und Schauspielerin
- De Ruysscher, Jeannine, belgische Triathletin

### De Ry
- De Ryck, Isidore (1926–2009), belgischer Radrennfahrer
- De Rycke, Charlie (* 1987), belgische Squashspielerin
- De Rycke, Leo (* 1965), belgischer Basketballfunktionär